# 日本音響研究所
有限会社日本音響研究所（にほんおんきょうけんきゅうじょ）は、音声・音響の分析を行う民間の研究所である。

## 概要
音声・音響の分析を行う民間の会社。
刑事・民事事件の声紋分析などの音声鑑定。
鑑定業務にて培ったノウハウで商品開発やソフトウェア開発を行う。

## 主な鑑定事件
- 大阪5人連続殺人事件
- 新宿歌舞伎町ビル火災
- ベニグノ・アキノ暗殺事件
- 大韓航空機撃墜事件 (ブラックボックス録音の解析)
- グリコ／森永恐喝事件
- 甲府信金OL誘拐殺人事件
- 警察庁長官狙撃事件
- オウム真理教 TBS坂本弁護士VTR検証
- ウサーマ・ビン・ラーディン公開ビデオ分析
- イラク・サッダーム・フセイン演説ビデオ分析
- 航空・鉄道事故調査委員会よりJR福知山線脱線事故分析
- 警視庁管内振り込め詐欺事件

## 主な業務
- 鑑定・分析業務　音声異同識別、音響解析、編集形跡証明、騒音･振動のコンサルティング
- ノイズ減少処理
- 講演会
- 商品開発　バウリンガル、ミャウリンガル、赤ちゃんけろっとスイッチ、ロッテ｢cafca カフカ」の泣き止み動画 等

## 沿革
- 1986年 - 鈴木松美により設立
- 2001年 - 株式会社インデックスと共同で日本着信メロディ研究所設立
- 2012年 - 代表取締役社長に鈴木創 就任